# Jesus Revolution
Jesus Revolution es una película dramática cristiana estadounidense de 2023 dirigida por Jon Erwin y Brent McCorkle. Basada en el libro del mismo nombre, la película sigue al ministro de jóvenes Greg Laurie (Joel Courtney) y al pastor Chuck Smith (Kelsey Grammer) mientras participan en el movimiento de Jesús en California a fines de la década de 1960. Anna Grace Barlow, Jonathan Roumie y Kimberly Williams-Paisley también protagonizan. La película fue estrenada en cines en los Estados Unidos el 24 de febrero de 2023 por Lionsgate.

## Sinopsis
En 1968, el severo pero respetado pastor del sur de California, Chuck Smith, se da cuenta de que su iglesia, Calvary Chapel, está muriendo lentamente y no puede conectarse con la generación hippie más joven y libre de adolescentes y adultos jóvenes. Su hija, Janette, lleva a un colorido autoestopista hippie llamado Lonnie Frisbee , quien dice que viaja y le cuenta a la gente sobre el ministerio de Jesús . Smith, que al principio sospecha del Frisbee, finalmente se simpatiza con él y le da la bienvenida a su iglesia y a su casa. Para consternación de Chuck y su esposa, pronto llegan más hippies a la casa de los Smith. Después de que Lonnie le presenta a Chuck una banda recién formada llamada Love Song y el grupo interpreta una canción en su sala de estar, Chuck desarrolla una nueva actitud hacia los jóvenes. Él y Lonnie terminan uniendo fuerzas y comienzan un movimiento exitoso para evangelizar a los hippies y otros jóvenes.
Mientras tanto, el estudiante de secundaria Greg Laurie se escapa de su clase del Cuerpo de Entrenamiento de Oficiales de Reserva Junior y se une a una chica llamada Cathe y sus amigos, quienes lo "excitan" con las drogas en un concierto de Janis Joplin . En el concierto, se ve a Timothy Leary predicando el valor del LSD para el autodescubrimiento. Sin embargo, Greg ve que varios hippies son peligrosamente irresponsables; La hermana de Cathe enferma por una sobredosis de drogas. Mientras ve una película, Cathe se enoja con Greg por no preocuparse por los peligros de las drogas y termina su amistad.
En un campus local, Greg descubre que Cathe está escuchando predicar a Lonnie. Greg se acerca a ella y se reconcilian, y Cathe le dice que encontró una iglesia y que él debería asistir con ella. Greg y Cathe encuentran consuelo en la iglesia de Smith y Frisbee, aunque el establishment y los padres conservadores de Cathe no están entusiasmados con Greg.
El ministerio explota en popularidad, siendo visto como una "Revolución de Jesús" y los jóvenes asistentes como " fanáticos de Jesús ". Siguen conversiones cristianas y bautismos grupales en el Océano Pacífico a medida que la membresía en Calvary Chapel crece a proporciones tales que los servicios deben realizarse al aire libre bajo una gran carpa. La revista Time publica un artículo de portada sobre el movimiento en 1971, y tanto Lonnie como Chuck aparecen en el programa de televisión semanal de Kathryn Kuhlman. Lonnie y su esposa, Connie, comienzan a tener dificultades en su matrimonio, y Lonnie cree que Chuck está tratando de disminuir su contribución a su ministerio conjunto. Lonnie finalmente se va a Florida con Connie después de un creciente desacuerdo con Chuck. Antes de la partida de Lonnie, Greg se ofrece a hacerse cargo de una rama ministerial de Calvary Chapel en Riverside . Finalmente se casa con Cathe y se convierte en pastor de su propia iglesia, que se convierte en Harvest Fellowship . Al final de la película, los créditos revelan que Smith y Frisbee se reconciliaron y ambos son recordados como fundadores y líderes del amplio movimiento de Jesús que comenzó en Calvary Chapel.

## Reparto
- Joel Courtney como Greg Laurie[1]
- Jonathan Roumie como Lonnie Frisbee[2]
- Kimberly Williams-Paisley como Charlene[3]
- Anna Grace Barlow como Cathe[4]
- Kelsey Grammer como Chuck Smith[5]
- Nic Bishop como Dick[6]
- Nicholas Cirillo como Charlie[5]
- Ally Ioannides como Janette Smith[5]
- Julia Campbell como Kay
- Mina Sundwall como Dodie[7]
- DeVon Franklin como Josiah[8]
- Jolie Jenkins como Pilar[9]

## Producción
La película se anunció en junio de 2018, con Jon Erwin y Jon Gunn escribiendo el guion, Gunn dirigiendo y Greg Laurie, Kevin Downes y los hermanos Erwin como productores. Jim Gaffigan y Joel Courtney firmaron para los papeles principales en junio de 2020, aunque Kelsey Grammer finalmente reemplazó a Gaffigan. El rodaje tuvo lugar en Mobile, Alabama, en marzo de 2022, y varias otras escenas se rodaron en California.

## Estreno
La película se estrenó en el TCL Chinese Theatre de Los Ángeles el 15 de febrero de 2023 y fue estrenada en cines en los Estados Unidos el 24 de febrero de 2023 por Lionsgate.

## Premios
En 2023, la película ganó un Dove Award, en la categoría Película inspiradora del año. 